# Желтоводско-Пятихатско-Вольногорская конурбация
Желтоводско-Пятихатско-Вольногорская конурбация — трицентричная агломерация, скопление городских поселений на востоке Днепропетровской области Украины. Крупнейший город — Жёлтые Воды. Население: около 130 315 человек (2020 год). Площадь агломерации — около 1000 км².

## История
Возникновение конурбации связано со строительством Екатерининской железной дороги, в частности, её Саксаганской ветви, играющей впоследствии большую роль в транспортировке руды из Кривбасса на металлургические заводы современных Донецкой, Луганской и Ростовской областей. Первая железнодорожная станция Любомировка (позже Верховцево) появилась в 1884 году во время строительства Екатерининской железной дороги, ныне Приднепровская железная дорога.
В 1886 году на территории Саксаганской волости Верхнеднепровского уезда началось строительство узловой станции и населенного пункта Пятихатки.
В конце XIX века в бассейне реки Жёлтой были обнаружены богатые залежи железных руд. В 1895 году начинается разработка рудника близ села Весёло-Ивановка. Предприниматель Львов и инженер Боруцкий арендовали у жителей этого села 870 десятин земли. Впоследствии этот рудник стал собственностью горнопромышленного общества «Жёлтая Река». В 1898 году добыча руды началась в Краснокутском карьере, владельцем которого был екатеринославский купец Мина Копылов. С началом разработки железной руды между селом Весело-Ивановкой и Весело-Ивановским, Краснокутским и Коломойцевским рудниками возник поселок Желтая Река. Первые жилища были построены в нем в 1895—1896 гг. В 1950 году на двух небольших рудниках в залежах магнитного железняка были найдены промышленные запасы урановых руд. В 1951 году для добычи уранового сырья в Жёлтой Реке создан Восточный горно-обогатительный комбинат.
По состоянию на начало 1955 года в Пятихатках действовали несколько предприятий по обслуживанию железнодорожного транспорта, маслодельный завод, мельница, швейная фабрика, несколько предприятий местной металлургической промышленности, машинно-тракторная станция, межрайонные мастерские капитального ремонта машин.
В 1956—1961 гг. в Вольногорске сооружен горно-металлургический комбинат по промышленному освоению титановых руд.
В июне 1966 года в городе Жёлтые Водыбыла введена в эксплуатацию шахта «Новая».

## Состав
- города (~96623 чел.):
  - Жёлтые Воды (~44128 чел., ядро агломерации, крупнейший по населению город)
    - населённые пункты Желтоводского горсовета (~742 чел.)

  - Вольногорск (~22791 чел. ядро агломерации)
  - Пятихатки (~18698 чел., ядро агломерации)
  - Верховцево (~10262 чел.)
    - населённые пункты Верховцевского горсовета (~1246 чел.)
- пгт, посёлки и сёла (~31704 чел.)
  - Пятихатского района (~25380 чел.)
  - Части Верхнеднепровского района (~6324 чел.)

## Экономическая специализация
Химическая (Жёлтые Воды) и металлургическая (Жёлтые Воды, Пятихатки, Вольногорск), горнорудная (Жёлтые Воды, Вольногорск), приборостроение (Жёлтые Воды), пищевая промышленность (Жёлтые Воды, Пятихатки), промышленность строительных материалов (Пятихатки, Вольногорск), стекольная (Вольногорск), элеваторная (Пятихатки, Вольногорск, Вишнёвое, Верховцево), железнодорожная (Пятихатки , Верховцево), меховая промышленность (Жёлтые Воды).